# میدان گازی پارس جنوبی
میدان نفتی و گازی پارس جنوبی (در قطر: گنبد شمالی) بزرگ‌ترین میدان گازی جهان است، که در خلیج فارس و به‌طور مشترک، در آب‌های سرزمینی ایران در حدود ۳۳ درصد (استان بوشهر) و قطر حدود ۶۷ درصد واقع شده‌است. همچنین این میدان دارای ذخایر نفتی قابل توجهی است که از سوی ایران طرح لایه‌های نفتی پارس جنوبی نامیده می‌شود و از طریق حفر ۷ حلقه چاه و کشتی فراورشی و صادراتی کوروش با ظرفیت ذخیره حدوداً ۷۰۰ هزار بشکه نفت خام بهره‌برداری از نفت آن میدان در حال اجراست. از سمت قطر نیز با همکاری شرکاء خارجی با حفر ۳۳۰ حلقه چاه و تا نیمه سال ۲۰۲۲ از طریق دو پایانه صادراتی شناور آسیا و آفریقا که هرکدام ظرفیت ذخیره بیش از دو و نیم میلیون بشکه نفت خام را دارند برداشت نفت درحال انجام است. ایران و قطر از ابتدای برداشت از این میدان مشترک همواره در رقابت برای برتری در میزان بهره‌برداری از منابع هیدروکربنی این میدان بودند.
این میدان در سال ۱۹۷۱ کشف شد و بهره‌برداری از آن در سال ۱۹۸۹ آغاز گردید. حجم ذخیره درجای گاز طبیعی میدان پارس جنوبی در حدود ۵۱ تریلیون مترمکعب و ذخیره قابل برداشت آن ۳۶ تریلیون مترمکعب برآورد می‌شود. هم‌اکنون (۱۳۹۷) به‌طور متوسط روزانه ۱ میلیارد و ۲۱۰ میلیون متر مکعب گاز طبیعی از این میدان استخراج می‌شود، که ۶۱۵ میلیون مترمکعب در روز توسط شرکت ملی نفت ایران و روزانه ۶۰۰ میلیون مترمکعب نیز توسط قطر پترولیوم تولید می‌گردد.

## محدودهٔ جغرافیایی
میدان گازی پارس جنوبی بزرگ‌ترین میدان گازی جهان می‌باشد. مساحت این میدان ۹٬۷۰۰ کیلومتر مربع است، که ۳٬۷۰۰ کیلومتر مربع آن در آب‌های سرزمینی ایران و ۶٬۰۰۰ کیلومتر مربع آن در آب‌های سرزمینی قطر قرار دارد. این میدان گازی به شکل بیضی شکل است که حدوداً ۸۵ درصد از متعلق به قطر و ۱۵ درصد متعلق به ایران می‌باشد ولی به دلیل شیب ۱۹/۸ درصدی به سمت کشور قطر، برداشت میعانات گازی برای ایران به‌سختی انجام خواهد شد.
ذخیرهٔ بخش ایرانی میدان ۱۳٫۳ تریلیون مترمکعب گاز درجا و ۱۹ میلیارد بشکه میعانات گازی (۹ میلیارد بشکه قابل برداشت) است که ۵۰ درصد ذخایر گازی ایران و ۸ درصد از ذخایر گازی جهان را در خود جای داده‌است. گاز خشک قابل استحصال در بخش ایرانی میدان ۸٫۱ تریلیون مترمکعب با ضریب بازیافت ۶۱ درصد می‌باشد.
ذخیره بخش قطری میدان ۳۷ تریلیون مترمکعب گاز درجا و ۲۶ تریلیون مترمکعب گاز قابل برداشت و ۳۰ میلیارد بشکه میعانات گازی (۱۰ میلیارد بشکه قابل برداشت) است، که معادل ۹۹٫۹ درصد ذخایر گازی قطر و ۲۱ درصد ذخایر گازی جهان است.
بهره‌برداری از مجتمع بندری پارس، از تیرماه ۱۳۸۹ به شرکت ملی نفت‌کش ایران، واگذار شد. قطر با تکمیل پروژه‌های توسعهٔ این میدان، در پایان سال ۲۰۱۰ به ظرفیت تولید روزانه ۱۸ میلیارد فوت مکعب در روز دست یافت.
در پایان سال ۱۳۸۸ ایران توانست به میزان تولید ۱۷۱٬۴۲۸٬۰۰۰ متر مکعب در روز دست یابد. میزان تولید گاز ایران از این میدان، تا سال ۱۳۹۶ به ۵۷۰ میلیون متر مکعب افزایش یافت. همچنین تولید روزانه میعانات گازی به ۸۰۸ هزار بشکه در روز رسیده‌است. همچنین سالانه، حدود پنج میلیون تن اتان و ۷٫۹ میلیون تن LPG تولید می‌شود.

تصویر میدان گازی پارس جنوبی به همراه تقسیم‌بندی آن (فازها) و شماره هر فاز و سکوهای بهره‌بردار و خطوط لوله که تا عسلویه و کنگان کشیده شده‌است

به گفتهٔ سیف‌الله جشن ساز، مدیرعامل پیشین شرکت ملی نفت ایران، قطر تاکنون با ۴۰۰ میلیارد دلار سرمایه‌گذاری در صنایع نفت و گاز خود از سال ۱۹۸۸ (پایان جنگ ایران و عراق) توانسته‌است از پارس جنوبی (گنبد شمالی قطر) به عنوان بزرگ‌ترین میدان گازی جهان، برداشت کند. اما ایران با سرمایه‌گذاری ۴۰ تا ۷۰ (بهترین میزان) میلیارد دلاری در پارس جنوبی و عسلویه و کنگان فاصلهٔ بسیاری تا میزان برداشت قطری‌ها دارد.

## توسعهٔ میدان
در طول دورهٔ دولت هشتم و دولت نهم، ایران توانست ۱۰ فاز تولید گاز از پارس جنوبی را به بهره‌برداری برساند، اما در طی دولت دهم علی‌رغم سرمایه‌گذاری هنگفتی که انجام گرفت، هیچ فازی به بهره‌برداری عملی نرسید. مدیران شرکت ملی نفت ایران یکی از دلایل این عدم موفقیت را وضع تحریم‌های علیه ایران ذکر کردند که موجب خروج شرکت‌های متخصص خارجی از طرح‌های توسعه‌ای این میدان گازی و سپردن ادامهٔ کار به شرکت‌های ایرانی فاقد صلاحیت ذکر کرده‌اند.
در طی دولت سیزدهم طرح‌های توسعه‌ای این میدان گازی با سپردن ادامهٔ کار به شرکت‌های ایرانی از جمله شرکت ملی نفت، پتروپارس، نفت و گاز پارس و تاسیسات دریایی ادامه پیدا کرد و با جداسازی سکوی C۱۲ از موقعیت فاز ۱۲ به دلیل کاهش تولید و انتقال آن به فاز ۱۱ و نصب در موقعیت تازه بهره برداری از فاز ۱۱ آغاز شد.

## سکوهای دریایی

### فاز ۱۱
برای تولید گاز از این فاز، از سکوی C۱۲ که سنگین‌ترین و بزرگ‌ترین سازه در پارس جنوبی است استفاده شده است. این سکوی ۳۲۰۰ تنی به دلیل کاهش تولید جابجا شد. به گفته مدیرعامل شرکت ملی نفت ایران جداسازی سکو از موقعیت فاز ۱۲ و انتقال آن به فاز ۱۱ و نصب در موقعیت تازه، نخستین تجربه ایران برای جابه‌جایی از دریا به دریا بود و این کار بدون تکه‌تکه شدن سکو و به صورت یکپارچه صورت گرفت.

### فاز ۱۴

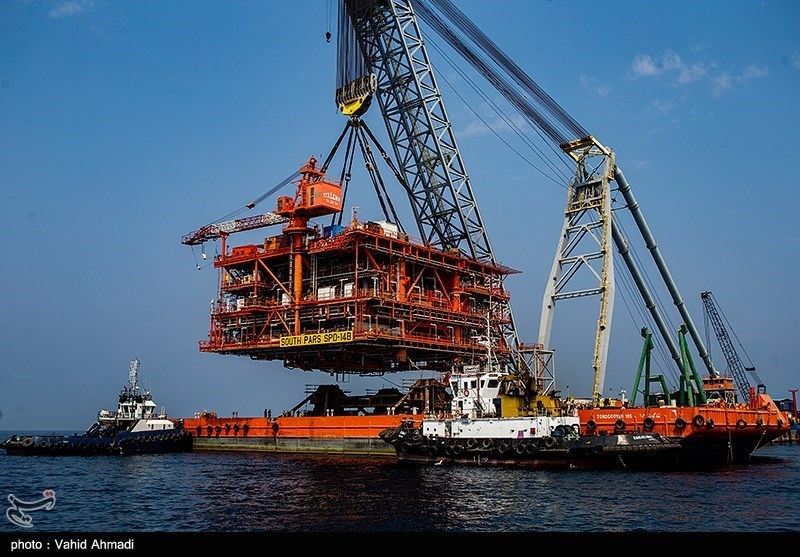
عملیات نصب سومین سکوی دریایی فاز ۱۴ میدان پارس جنوبی، ۲۲ تیر ۱۳۹۸

نخستین سکوی دریایی فاز ۱۴ پارس جنوبی با وزنی معادل ۲٬۵۰۰ تن در روز ۴ بهمن ۱۳۹۶ نصب شد. این سکو قادر است روزانه ۵۰۰ میلیون فوت مکعب (۱۴٫۱ میلیون مترمکعب) گاز ترش غنی از بلوک فاز ۱۴ پارس جنوبی برداشت کند. همهٔ مراحل طراحی، اجرا، نصب تجهیزات و بهره‌برداری از فاز ۱۴ پارس جنوبی توسط متخصصان داخلی انجام شده‌است.
در روز پنجشنبه ۱۵ شهریور ۱۳۹۷ حمیدرضا مسعودی مجری طرح توسعهٔ فاز ۱۴ پارس جنوبی از نصب دومین سکوی طرح توسعهٔ فاز ۱۴ خبر داد. وزن این سازهٔ دریایی ۲٬۲۰۰ تن است که توسط کشتی نصاب HL5000 پس از تکمیل مراحل آماده‌سازی در محل تعیین شده قرار گرفت. این سکو ظرفیت تولید روزانه ۵۰۰ میلیون فوت مکعب معادل ۱۴٫۱ میلیون متر مکعب گاز ترش را دارد. کلیهٔ عملیات ساخت، بارگیری، انتقال و نصب سکو و همچنین عملیات خط لوله، حفاری و ساخت پالایشگاه بخش خشکی این طرح توسط متخصصان ایرانی صورت گرفته‌است.مسعودی در آبان ۱۳۹۷ از راه‌اندازی این سکو خبر داد و گفت که با بهره‌برداری از این سکو و برداشت روزانه ۵۰۰ میلیون فوت‌مکعب گاز از آن، مجموع ظرفیت برداشت گاز از بخش فراساحلی این فاز به یک‌میلیارد فوت‌مکعب گاز در روز افزایش یافته‌است.
سومین سکوی دریایی فاز ۱۴ پارس جنوبی در روز ۲۲ تیر ۱۳۹۸ نصب شد. این سکو حدود ۲٬۴۰۰ تن وزن دارد و در ۲۱ خردادماه از ساحل صنعتی ایزوایکو در بندرعباس به آب انداخته شد و پس از طی مسافت ۵۵۰ کیلومتری در موقعیت نصب قرار گرفت. با نصب این سکو روزانه ۵۰۰ میلیون فوت مکعب گاز معادل ۱۴٫۲ میلیون مترمکعب به ظرفیت تولید گاز از میدان مشترک پارس جنوبی افزوده می‌شود.

## محیط زیست
می‌توان منطقهٔ پارس جنوبی را به عنوان یکی از آلوده‌ترین مناطق صنعتی دنیا برشمرد. آلودگی ناشی از تأسیسات صنعتی به بهره‌برداری رسیده که از نظر میزان آلایندگی در دنیا بی‌نظیر می‌باشند، در سه بُعد آلایندگی هوا، آب و خاک سبب تخریب گستردهٔ محیط زیست و پوشش گیاهی و جانوری شده‌است. این میزان آلایندگی با بی‌توجهی دولتمردان پس از تأسیس منطقهٔ ویژهٔ اقتصادی پارس همراه بوده‌ است.